# Sandel
Sandel is een dorp in de stadgemeente Jever in de Duitse deelstaat Nedersaksen. Het maakt deel uit van Landkreis Friesland. Sandel ligt ten zuidwesten van de stad Jever, tegen de grens met het Landkreis Wittmund. In 1972 werd het dorp bij Jever gevoegd.
De dorpskerk, gewijd aan Jacobus, dateert uit de dertiende eeuw. Het gebouw is deels gebouwd met veldkeien. In 1702 werd het toen ernstig vervallen gebouw opnieuw opgebouwd.